# Bettlach (Svizzera)
Bettlach (toponimo tedesco) è un comune svizzero di 4 873 abitanti del Canton Soletta, nel distretto di Lebern.

## Infrastrutture e trasporti
Bettlach è servita dall'omonima stazione sulla ferrovia Losanna-Olten.